# Communications of the ACM
Communications of the ACM (CACM) je vědecký měsíčník vydávaný sdružením Association for Computing Machinery (Asociace pro výpočetní techniku, ACM). Vychází od roku 1958, a jeho prvním šéfredaktorem byl Saul Rosen. Je zasílán všem členům ACM.
Články jsou určeny čtenářům se zaměřením na všechny oblasti matematické informatiky a informačních systémů. CACM se zaměřuje na praktické důsledky pokroku v informačních technologiích a související otázky řízení; ACM také vydává řadu teoretičtějších časopisů, CACM se pohybuje na pomezí odborného a vědeckého časopisu. Jeho obsah sice podléhá recenznímu řízení, ale publikované články jsou často shrnutím výzkumu, který byl publikován jinde. Publikované materiály musí být přístupné a relevantní pro širokou čtenářskou obec.
Od roku 1960 CACM publikuje také algoritmy v jazyce ALGOL. Publikované algoritmy jsou známy jako Collected Algorithms of the ACM.